# Xã Twin Lake, Quận Hancock, Iowa
Xã Twin Lake (tiếng Anh: Twin Lake Township) là một xã thuộc quận Hancock, tiểu bang Iowa, Hoa Kỳ. Năm 2010, dân số của xã này là 165 người.